# متا (میزوری)
متا (به انگلیسی: Meta) یک شهر در ایالات متحده آمریکا است که در شهرستان اوسیج، میزوری واقع شده‌است. متا ۰٫۹۱ کیلومتر مربع مساحت و ۲۲۹ نفر جمعیت دارد و ۱۹۷ متر بالاتر از سطح دریا واقع شده‌است.